# 송파삼성래미안
송파삼성래미안(영어: Songpa Samsung Raemian)은 대한민국 서울특별시 송파구 송파동에 위치하고 있다.